# Katarzyna Kwiatkowska (aktorka)
Katarzyna Zofia Kwiatkowska (ur. 9 lipca 1974) – polska aktorka filmowa i teatralna.

## Życiorys
W 1993 ukończyła III Liceum Ogólnokształcące im. gen. Józefa Sowińskiego w Warszawie. W 1997 roku ukończyła studia w Akademii Teatralnej w Warszawie. Wystąpiła w teledyskach zespołu Kult: „Gdy nie ma dzieci” (1998) i „Dobrze być dziadkiem” (2013).
Popularność przyniosło jej parodiowanie celebrytów w części programu Szymon Majewski Show zatytułowanej Rozmowy w tłoku (2005–2011). W 2006 roku wystąpiła w dwóch odcinkach programu krajoznawczego Para w Polskę. Od listopada 2006 do lutego 2007 roku tworzyła wspólnie z Edytą Jungowską audycję Babska szkoła jazdy w Radiu Zet. W 2014 była jurorką pierwszej edycji programu Twoja twarz brzmi znajomo w telewizji Polsat i prowadziła program Baw mnie. Kasia Kwiatkowska Show w Polsat Café. Wiosną 2015 prowadziła teleturniej Podróż życia w TVP1.
Od września 2015 wygłasza monologi pt. Złociutka w radiu Złote Przeboje. 17 stycznia 2018 zadebiutowała jako komentatorka w audycji Szkło kontaktowe w TVN24.

## Życie prywatne
Ma córkę Jaśminę (ur. 2017).

## Filmografia

### Filmy i seriale
- 1992: Pierścionek z orłem w koronie jako pielęgniarka
- 1995: Dom jako studentka
- 1996: Matka swojej matki jako maturzystka
- 1997: Klan jako Łucja Chomicz
- 1997: Boża podszewka jako Żydówka
- 1997: Kroniki domowe jako krewniaczka
- 1999: Sto minut wakacji jako kasjerka
- 1999: Sto minut wakacji (serial) jako kasjerka
- 1999: Na dobre i na złe jako dziewczyna na miejscu wypadku Bielawskiego
- 1999: Trzy szalone zera jako nauczycielka
- 1999: Wszystkie pieniądze świata jako kelnerka
- 1999: Pierwszy milion jako Kryśka
- 2000: Bajland jako dziewczyna sprawozdawcy
- 2000: Twarze i maski jako Lidka
- 2000: M jak miłość jako kasjerka w banku
- 2000: Plebania jako Iza Kurowska
- 2002: Kasia i Tomek jako masażystka
- 2002: Samo życie jako pielęgniarka na oddziale zakaźnym
- 2002: Sfora jako kierowniczka agencji
- 2002: Jak to się robi z dziewczynami
- 2003: Na Wspólnej jako koleżanka Konrada
- 2003: Ciało jako kobieta z Sopotu
- 2005: Klinika samotnych serc jako Elżbieta
- 2006: Niania jako ciężarna kobieta odc. 24 i jako Kazimiera Szczuka odc. 51
- 2006: Hela w opałach jako młodsza siostra Heli
- 2006: Oficerowie jako dróżniczka (odc. 9)
- 2007: Hania jako pielęgniarka Starego
- 2007: Egzamin z życia jako Ilona
- 2008: Ile waży koń trojański? jako Marta
- 2009: Siostry jako Magda, córka Łucji Nawrockiej (odc. 9)
- 2010: Kołysanka jako policjantka
- 2011: Aida jako Paula Zych, przyjaciółka Aidy
- 2011: Hotel 52 jako Iza Gadomska (odc. 38)
- 2012: Reguły gry jako Magda
- 2012 i 2014: Prawo Agaty jako Katarzyna Czaja, koleżanka Agaty
- 2012: Mój rower jako Bożena
- 2012: Dzień kobiet jako Halina Radwan
- 2013: Głęboka woda jako Monika, matka Wioli (sezon II, odc. 3)
- 2013: Ojciec Mateusz jako Weronika Paprocka (odc. 123)
- 2014: Sama słodycz jako policjantka Kasia
- 2014: Komisarz Alex jako Elżbieta Kaczmarek (odc. 60)
- 2015: Nie rób scen jako pacjentka Maja (odc. 2)
- 2016: Prosta historia o morderstwie jako doktor Bajena
- 2016: Strażacy jako Nina (odc. 20)
- 2016: Belfer jako Olga Wróblewska, matka Krystiana i Jakuba
- 2017: Sztuka kochania. Historia Michaliny Wisłockiej jako redaktor naczelna pisma kobiecego
- 2017: Polandja jako pani w biurze rzeczy znalezionych
- 2017: Ultraviolet jako Magdalena Bala (odc. 8)
- 2017: Atak paniki jako głos z radia
- 2017: Lekarze na start jako Danuta, żona Mirosława (odc. 23)
- 2018–2020: M jak miłość jako Agata, siostra Artura
- 2018: Pitbull. Ostatni pies jako sąsiadka
- 2018: W rytmie serca jako Wanda Kuźnik (odc. 18)
- 2018:  Zabawa, zabawa jako głos z radia
- 2018: Dzień czekolady jako Wiedźma
- 2018: 1983 jako Adrianna (odc. 2)
- 2019: Świat według Kiepskich jako przewodnicząca komisji (odc. 551)
- 2019: Ojciec Mateusz jako Bogna Stejkowska (odc. 288)
- 2019: (Nie)znajomi jako Magda
- 2019–2021: Stulecie Winnych jako Kazimiera Winna, żona Władysława (odc. 1-37)
- 2019: Pod powierzchnią jako Zofia Król
- 2019: Mały Grand Hotel jako Beata Ciosek, żona Marcina
- 2019: Pan T. jako matka dziewczynki
- 2019: Jak poślubić milionera jako przyjaciółka Poli
- 2020–2021: Leśniczówka jako pielęgniarka Miłka
- 2021–2022: Kowalscy kontra Kowalscy jako Jadwiga Kowalska, żona Henryka (odc. 1-44)
- 2021: Zachowaj spokój jako Danuta Lewicka
- 2022: Miłość na pierwszą stronę jako kuratorka galerii
- 2022: Listy do M. 5 jako Maryla, siostra stryjeczna Kariny
- 2023: Porady na zdrady 2 jako Magdalena
- 2023: Heaven in Hell jako Beata
- 2024: LOL: Kto się śmieje ostatni w drugim sezonie

### Polski dubbing
- 2017: Emotki. Film jako Uśmiech
- 2015: Minionki jako królowa Elżbieta II
- 2004: Mulan II
- 2003: Martin Tajemniczy jako Diana Lombard
- 2001: Shrek
- 2004: Wygraj randkę
- 1991: Piękna i Bestia

### Inne występy telewizyjne
- 2005–2011: Szymon Majewski Show jako Krystyna Janda, Doda, Kazimiera Szczuka, Agnieszka Chylińska, Maja Komorowska, Katarzyna Figura, Krystyna Czubówna, Helena Vondráčková, Nelli Rokita, Katarzyna Cichopek, Magda Gessler, Ewa Minge, Izabela Marcinkiewicz, Anja Rubik
- od 2018: Szkło kontaktowe

## Role teatralne
Wybrane role teatralne:
- 1997: Sofokles: Antygona (reż. Bożena Suchocka-Kozakiewicz), Akademia Teatralna im. Aleksandra Zelwerowicza w Warszawie
- 1997: Roland Topor: Joko świętuje rocznicę (reż. Piotr Cieślak), Akademia Teatralna im. Aleksandra Zelwerowicza, Warszawa
- 1999: Václav Havel: Opera żebracza (reż. Piotr Cieślak), Teatr Dramatyczny m.st. Warszawy
- 2004: Anna Burzyńska: Najwięcej samobójstw zdarza się w niedzielę (reż. Jarosław Tochowicz), Teatr Powszechny im. Jana Kochanowskiego w Radomiu
- 2010: Becky Mode(inne języki): Wielki apetyt (reż. Paweł Aigner), Teatr Studio Buffo, Warszawa
- 2015: Lucinda Coxon(inne języki): Happy Now? (reż. Adam Sajnuk), Teatr Polonia, Warszawa
- 2015: Donald Churchill(inne języki), Peter Yeldham(inne języki): Przekręt (nie)doskonały, czyli Kto widział pannę Flint? (reż. Andrzej Rozhin), Teatr Capitol w Warszawie
- 2016: Doug Hughes(inne języki), Marcia Kash: Interes życia (reż. Tomasz Dutkiewicz), Teatr Komedia w Warszawie
- 2017: Maciej Łubieński, Michał Walczak: Śmierć wrogiem ojczyzny (reż. Michał Walczak), Pożar w Burdelu, Warszawa
- 2018: Mikołaj Lizut: Czekam na telefon (reż. Mikołaj Lizut), Teatr Nowy w Łodzi
- 2018: John von Duffel(inne języki): Tresowany mężczyzna (reż. zespół), Teatr Kamienica, Warszawa
- 2018: David French(inne języki): Trema (reż. John Weisgerber), Teatr Komedia w Warszawie
- 2019: Milan Kundera: Śmieszne miłości (reż. Adam Sajnuk), Teatr WARSawy, Warszawa
- 2020: Sławomir Mrożek: Policja; Andrzej Saramonowicz: Noc zatracenia (reż. Andrzej Saramonowicz), Teatr Polonia, Warszawa
- 2022: Derek Benfield(inne języki): Na pełnych obrotach forma twórczości (reż. Tomasz Dutkiewicz), Teatr Komedia w Warszawie